# Синопия

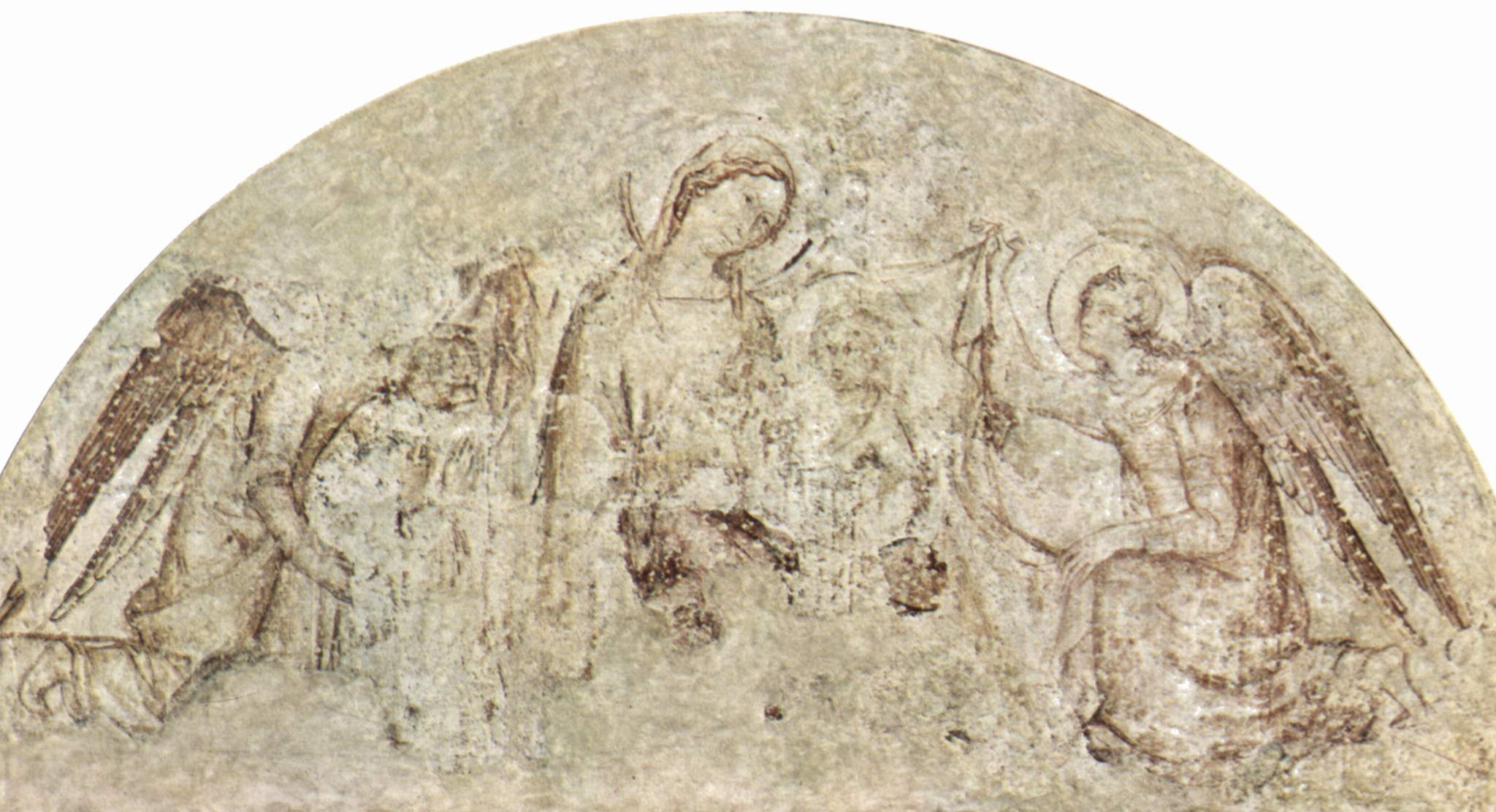
Симоне Мартини. Мадонна с ангелами. Синопия. Нотр дам де Дом, Авиньон.

Синопия — подготовительный рисунок для фрески, наносимый под интонако (верхний слой штукатурки, по которому выполнялась роспись). Эта фаза фресковой росписи получила своё название от красной краски синопии из оксида железа, добываемого у Синопа на Чёрном море. Это единственный красный пигмент, известный художникам античности. В средневековых источниках синопия нередко путается с киноварью и суриком, также использовавшимися для получения красного цвета в живописи.
Синопия широко использовалась итальянскими фрескистами до начала XVI века, когда ей на смену пришли приёмы передавливания подготовительного рисунка с «кальки» на влажную штукатурку с помощью припороха: через проколы на стену угольной пылью. Однако синопию следует отличать от картона — подготовительного рисунка, сделанного отдельно на бумаге или картоне — для последующего переноса на изобразительную поверхность.
После Второй мировой войны, когда были разработаны методы последовательного разделения слоёв монументальной живописи (stacco и strappo), были открыты синопии, которые позволили глубже изучить все этапы выполнения фрески.